# Сарачини, Валон
Валон Сарачини (макед. Ваљон Сараќини; родился 24 июля 1981) — македонский экономист, министр экономики Республики Македонии с июля 2011 года.

## Образование
Высшее образование получил в области делового администрирования в Американском колледже в Скопье (2009). Работал в качестве директора по коммуникации и маркетингу в Американском колледже.
Кроме родного албанского языка, владеет также македонским и английским.

## Карьера
С 2002 по 2005 год работал в составе администрации Совета по делам беженцев в Норвегии.
28 июля 2011 года назначен министром экономики в коалиционном правительстве Николы Груевского.